# 栗原アヤ子
栗原 アヤ子（くりはら アヤこ、1940年6月22日 - ）は、日本のフリーアナウンサー、タレント、女優。エス・オー・プロモーションの取締役。東京都中野区出身。血液型はA型。
夫はフリーアナウンサー、元日本教育テレビ（NET、現在のテレビ朝日）アナウンサーでエス・オー・プロモーション創業者・会長の押阪忍。長男はエス・オー・プロモーション代表取締役社長の押阪雅彦（DJ OSSHY）。次男は、エス・オー・プロモーション監査役の押阪智彦。

## 来歴
1959年にタレントとしてデビューした。
1963年に押阪忍と結婚した。1971年、押阪忍と株式会社エス・オー・プロモーションを設立した。
1993年にスエヒロタケによるアレルギー性気管支肺真菌症に罹患し、以後闘病生活を続けている。

## テレビ
- 私のガーデニング（NHK）
- ペット相談（NHK）
- 素敵ガーデニングライフ（NHK）
- 味の素ホイホイ・ミュージック・スクール（日本テレビ）
- お昼のワイドショー「司会・生CM」（日本テレビ）
- 暮らしのヒント「キャスター」（日本テレビ）
- 生活発見（フジテレビ）
- 日本全国ひる休み（フジテレビ）
- 知ってトクする薬のすべて（テレビ東京）
- いきいき2時（テレビ東京）
- ほのぼのワイド（テレビ東京）
- マカオ特別行政区成立20周年特別企画「旅遊歩 ぐるっとマカオ」（BSフジ、前編（2019年11月17日）・後編（2019年11月21日））

## ラジオ
- とっておきの話（アール・エフ・ラジオ日本）

## CM
- 味の素
- 興和「アノン」